# 王志军
王志军（1965年9月—），男，汉族，内蒙古呼和浩特人，中华人民共和国政治人物。清华大学精密仪器系研究生学历，经济学硕士。1987年8月参加工作。曾任中共黑龙江省委副书记，现任中华人民共和国国务院副秘书长（分管国务院办公厅日常工作，正部长级）。中共第二十届中央委员会委员。

## 经历
曾任国家发展改革委国民经济综合司处长，国家能源领导小组办公室综合组副巡视员，中央财经领导小组办公室经济一局副局长、巡视员、经济五局局长，中央财经委员会办公室经济一局局长。
2019年1月，任工业和信息化部党组成员、副部长。
2022年4月，任中共黑龙江省委委员、常委、副书记，后兼任省委教育工委书记，省委党校（省行政学院）校（院）长。2022年10月，成为中共第二十届中央委员会委员。
2023年7月，被任命为分管国务院办公厅日常工作的国务院副秘书长，晋升正部长级。